# Mobunula bicuspis
Mobunula bicuspis är en mossdjursart som först beskrevs av Walter Douglas Hincks 1883.  Mobunula bicuspis ingår i släktet Mobunula och familjen Petraliellidae. Inga underarter finns listade i Catalogue of Life.